# Brizambourg
Brizambourg is een gemeente in het Franse departement Charente-Maritime (regio Nouvelle-Aquitaine). De plaats maakt deel uit van het arrondissement Saint-Jean-d'Angély. Brizambourg telde op 1 januari 2022 978 inwoners.

## Geografie
De oppervlakte van Brizambourg bedroeg op 1 januari 2022 21,26 vierkante kilometer; de bevolkingsdichtheid was toen 46 inwoners per km². De plaats wordt doorsneden door de verkeersweg D731.
De onderstaande kaart toont de ligging van Brizambourg met de belangrijkste infrastructuur en aangrenzende gemeenten.

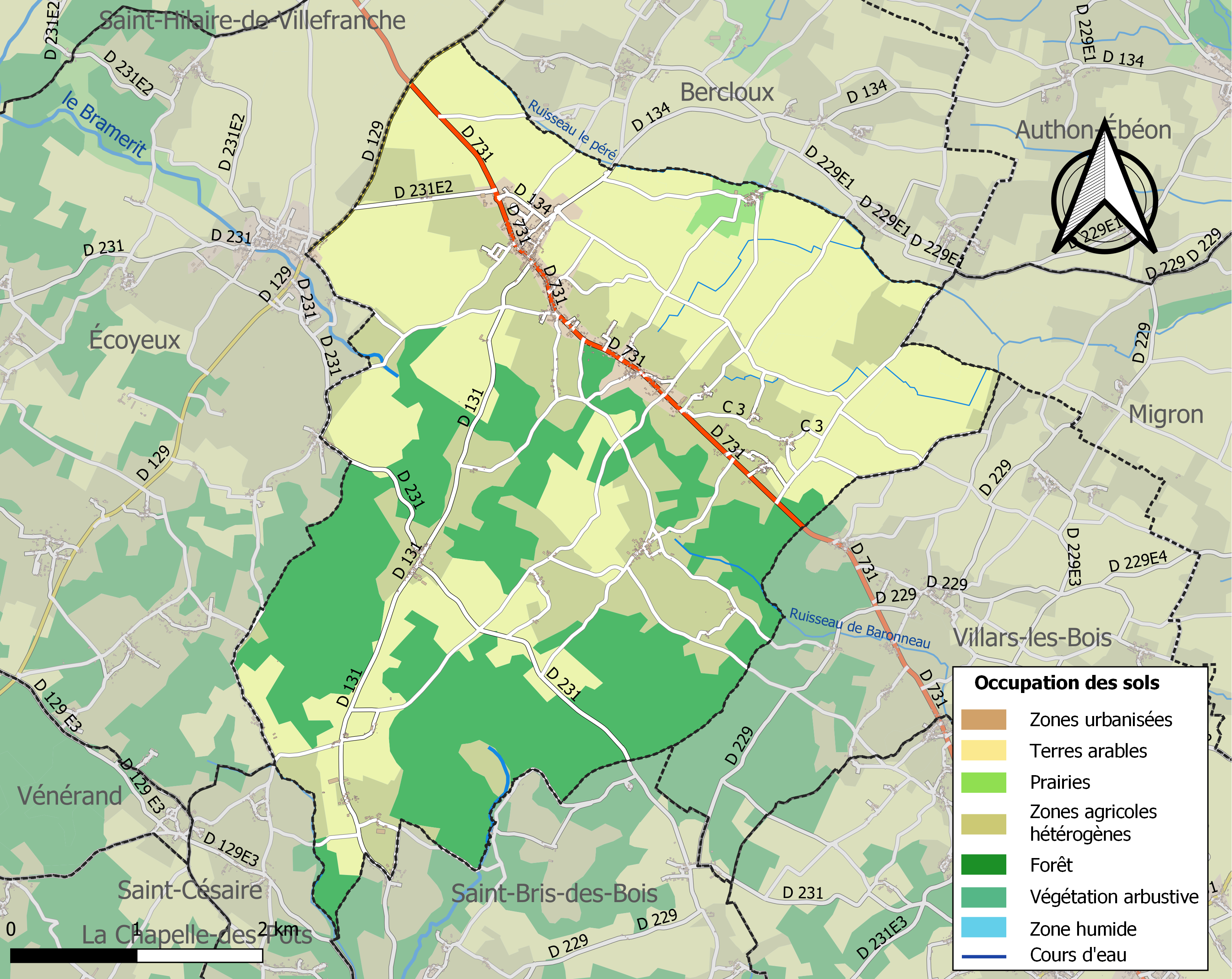

## Demografie
Onderstaande figuur toont het verloop van het inwonertal (bron: INSEE-tellingen).